# Aeródromo Vivigani
O Aeródromo Vivigani (IATA: VIV) foi um aeródromo em Vivigani, na Ilha Goodenough, Papua-Nova Guiné. O aeródromo foi construído antes da Segunda Guerra Mundial, mas foi na guerra que foi mais usado. Por ele passaram diversas unidades australianas e norte-americanas durante a Guerra do Pacífico, das quais se destaca o Esquadrão N.º 22, o Esquadrão N.º 79 e o Esquadrão N.º 6. Actualmente ainda é usado por aviões ligeiros em voos domésticos.